# Juande Ramos
Juan de la Cruz Ramos Cano, detto Juande (Ciudad Real, 25 settembre 1954), è un allenatore di calcio ed ex calciatore spagnolo, di ruolo centrocampista.

## Carriera
Dopo aver vinto per due volte di seguito la Coppa UEFA sulla panchina del Siviglia, lascia la squadra nell'estate 2007, accettando la corte del Tottenham che lo chiama per sostituire Martin Jol. Il contratto con il club londinese (7,5 milioni di euro all'anno) gli vale un posto nella classifica dei tecnici più pagati del mondo e una guerra con la sua ex squadra per la decisione unilaterale di sciogliere il precedente contratto. La sua esperienza inglese dura solo un anno. Il 25 ottobre 2008 viene esonerato, pagando il pessimo avvio della squadra in Premier League, ultima con due punti in otto partite.
Il 9 dicembre 2008 è stato ingaggiato dal Real Madrid in sostituzione del tedesco Bernd Schuster. Termina il mandato sulla panchina madridista il 31 maggio 2009, quando a succedergli è il cileno Manuel Pellegrini, fortemente voluto dal nuovo presidente Florentino Pérez.
Il 10 settembre 2009 diviene l'allenatore del CSKA Mosca, dove subentra all'esonerato Zico firmando un contratto trimestrale. Dopo appena un mese circa viene esonerato a causa degli scarsi risultati ottenuti (26 ottobre 2009).
Dal 1º ottobre 2010 allena gli ucraini del Dnipro. Nel 2014 annuncia l'addio per motivi familiari legati alla difficile situazione vissuta in Ucraina.
Il 27 maggio 2016 ritorna ad allenare il Málaga a distanza di 12 anni prendendo il posto di Javi Gracia, passato sulla panchina del Rubin Kazan.

## Statistiche
Statistiche da allenatore aggiornate al 20 dicembre 2016; in grassetto le competizioni vinte.
| Stagione              | Squadra               | Campionato            | Campionato | Campionato | Campionato | Campionato | Coppe nazionali | Coppe nazionali | Coppe nazionali | Coppe nazionali | Coppe nazionali | Coppe continentali | Coppe continentali | Coppe continentali | Coppe continentali | Coppe continentali | Altre coppe | Altre coppe | Altre coppe | Altre coppe | Altre coppe | Totale | Totale | Totale | Totale | % Vittorie | Piazzamento   |
| Stagione              | Squadra               | Comp                  | G          | V          | N          | P          | Comp            | G               | V               | N               | P               | Comp               | G                  | V                  | N                  | P                  | Comp        | G           | V           | N           | P           | G      | V      | N      | P      | %          | Piazzamento   |
| --------------------- | --------------------- | --------------------- | ---------- | ---------- | ---------- | ---------- | --------------- | --------------- | --------------- | --------------- | --------------- | ------------------ | ------------------ | ------------------ | ------------------ | ------------------ | ----------- | ----------- | ----------- | ----------- | ----------- | ------ | ------ | ------ | ------ | ---------- | ------------- |
| 1994-1995             | Levante               | SDB                   | 38+6       | 22+1       | 10+4       | 6+1        | CR              | 2               | 0               | 1               | 1               | -                  | -                  | -                  | -                  | -                  | -           | -           | -           | -           | -           | 46     | 23     | 15     | 8      | 50,00      | 2º            |
| 1995-1996             | Logroñés              | SD                    | 38         | 20         | 9          | 9          | CR              | 4               | 1               | 1               | 2               | -                  | -                  | -                  | -                  | -                  | -           | -           | -           | -           | -           | 42     | 21     | 10     | 11     | 50,00      | 2º            |
| 1996-1997             | Barcelona B           | SD                    | 38         | 7          | 13         | 18         | -               | -               | -               | -               | -               | -                  | -                  | -                  | -                  | -                  | -           | -           | -           | -           | -           | 38     | 7      | 13     | 18     | 18,42      | 19º           |
| 1997-1998             | Lleida                | SD                    | 42         | 18         | 9          | 15         | CR              | 4               | 2               | 1               | 1               | -                  | -                  | -                  | -                  | -                  | -           | -           | -           | -           | -           | 46     | 20     | 10     | 16     | 43,48      | 5º            |
| 1998-1999             | Rayo Vallecano        | SD                    | 42+2       | 19+2       | 14+0       | 9+0        | CR              | 2               | 0               | 1               | 1               | -                  | -                  | -                  | -                  | -                  | -           | -           | -           | -           | -           | 46     | 21     | 15     | 10     | 45,65      | 5º (prom.)    |
| 1999-2000             | Rayo Vallecano        | PD                    | 38         | 15         | 7          | 16         | CR              | 8               | 4               | 4               | 0               | -                  | -                  | -                  | -                  | -                  | -           | -           | -           | -           | -           | 46     | 19     | 11     | 16     | 41,30      | 9º            |
| 2000-2001             | Rayo Vallecano        | PD                    | 38         | 10         | 13         | 15         | CR              | 4               | 1               | 2               | 1               | CU                 | 12                 | 8                  | 2                  | 2                  | -           | -           | -           | -           | -           | 54     | 19     | 17     | 18     | 35,19      | 14º           |
| Totale Rayo Vallecano | Totale Rayo Vallecano | Totale Rayo Vallecano | 120        | 46         | 34         | 40         |                 | 14              | 5               | 7               | 2               |                    | 12                 | 8                  | 2                  | 2                  |             | -           | -           | -           | -           | 144    | 57     | 43     | 44     | 39,58      |               |
| 2001-2002             | Betis                 | PD                    | 38         | 15         | 14         | 9          | CR              | 1               | 0               | 0               | 1               | -                  | -                  | -                  | -                  | -                  | -           | -           | -           | -           | -           | 39     | 15     | 14     | 10     | 38,46      | 6º            |
| 2002-gen. 2003        | Espanyol              | PD                    | 5          | 0          | 1          | 4          | CR              | 1               | 0               | 0               | 1               | -                  | -                  | -                  | -                  | -                  | -           | -           | -           | -           | -           | 6      | 0      | 1      | 5      | &0,00      | Esonerato     |
| 2003-2004             | Málaga                | PD                    | 38         | 15         | 6          | 17         | CR              | 4               | 2               | 1               | 1               | -                  | -                  | -                  | -                  | -                  | -           | -           | -           | -           | -           | 42     | 17     | 7      | 18     | 40,48      | 10º           |
| 2005-2006             | Siviglia              | PD                    | 38         | 20         | 8          | 10         | CR              | 2               | 0               | 1               | 1               | CU                 | 15                 | 9                  | 4                  | 2                  | -           | -           | -           | -           | -           | 55     | 29     | 13     | 13     | 52,73      | 5º            |
| 2006-2007             | Siviglia              | PD                    | 38         | 21         | 8          | 9          | CR              | 9               | 7               | 2               | 0               | CU                 | 15                 | 9                  | 4                  | 2                  | SU          | 1           | 1           | 0           | 0           | 63     | 38     | 14     | 11     | 60,32      | 3º            |
| ago.-ott. 2007        | Siviglia              | PD                    | 7          | 3          | 0          | 4          | CR              | 0               | 0               | 0               | 0               | UCL                | 5                  | 4                  | 0                  | 1                  | SS+SU       | 2+1         | 2+0         | 0+0         | 0+1         | 15     | 9      | 0      | 6      | 60,00      | Dimissionario |
| Totale Siviglia       | Totale Siviglia       | Totale Siviglia       | 83         | 44         | 16         | 23         |                 | 11              | 7               | 3               | 1               |                    | 35                 | 22                 | 8                  | 5                  |             | 4           | 3           | 0           | 1           | 133    | 76     | 27     | 30     | 57,14      |               |
| gen.-giu. 2008        | Tottenham             | PL                    | 27         | 10         | 9          | 8          | FACup+CdL       | 3+5             | 1+4             | 1+1             | 1+0             | CU                 | 7                  | 3                  | 3                  | 1                  | -           | -           | -           | -           | -           | 42     | 18     | 14     | 10     | 42,86      | Sub. 11º      |
| 2008-gen. 2009        | Tottenham             | PL                    | 8          | 0          | 2          | 6          | FACup+CdL       | 0+1             | 0+1             | 0+0             | 0+0             | CU                 | 3                  | 1                  | 1                  | 1                  | -           | -           | -           | -           | -           | 12     | 2      | 3      | 7      | 16,67      | Esonerato     |
| Totale Tottenham      | Totale Tottenham      | Totale Tottenham      | 35         | 10         | 11         | 14         |                 | 9               | 6               | 2               | 1               |                    | 10                 | 4                  | 4                  | 2                  |             | -           | -           | -           | -           | 54     | 20     | 17     | 17     | 37,04      |               |
| gen.-giu. 2009        | Real Madrid           | PD                    | 24         | 17         | 1          | 6          | CR              | -               | -               | -               | -               | UCL                | 3                  | 1                  | 0                  | 2                  | -           | -           | -           | -           | -           | 27     | 18     | 1      | 8      | 66,67      | Sub. 2º       |
| 2009-gen. 2010        | CSKA Mosca            | PL                    | 6          | 3          | 1          | 2          | KR              | -               | -               | -               | -               | UCL                | 3                  | 1                  | 0                  | 2                  | -           | -           | -           | -           | -           | 9      | 4      | 1      | 4      | 44,44      | Esonerato     |
| 2010-2011             | Dnipro                | PL                    | 19         | 10         | 7          | 2          | KU              | 3               | 1               | 1               | 1               | -                  | -                  | -                  | -                  | -                  | -           | -           | -           | -           | -           | 22     | 11     | 8      | 3      | 50,00      | 4º            |
| 2011-2012             | Dnipro                | PL                    | 30         | 15         | 7          | 8          | KU              | 2               | 1               | 0               | 1               | UEL                | 2                  | 1                  | 0                  | 1                  | -           | -           | -           | -           | -           | 34     | 17     | 7      | 10     | 50,00      | 4º            |
| 2012-2013             | Dnipro                | PL                    | 30         | 16         | 8          | 6          | KU              | 4               | 3               | 0               | 1               | UEL                | 10                 | 6                  | 2                  | 2                  | -           | -           | -           | -           | -           | 44     | 25     | 10     | 9      | 56,82      | 4º            |
| 2013-2014             | Dnipro                | PL                    | 28         | 18         | 5          | 5          | KU              | 1               | 1               | 0               | 0               | UEL                | 10                 | 7                  | 0                  | 3                  | -           | -           | -           | -           | -           | 39     | 26     | 5      | 8      | 66,67      | 2º            |
| Totale Dnipro         | Totale Dnipro         | Totale Dnipro         | 107        | 59         | 27         | 21         |                 | 10              | 6               | 1               | 3               |                    | 22                 | 14                 | 2                  | 6                  |             | -           | -           | -           | -           | 139    | 79     | 30     | 30     | 56,83      |               |
| 2016-gen. 2017        | Málaga                | PD                    | 16         | 5          | 6          | 5          | CR              | 2               | 0               | 0               | 2               | -                  | -                  | -                  | -                  | -                  | -           | -           | -           | -           | -           | 18     | 5      | 6      | 7      | 27,78      | Dimissionario |
| Totale Málaga         | Totale Málaga         | Totale Málaga         | 54         | 20         | 12         | 22         |                 | 6               | 2               | 1               | 3               |                    | -                  | -                  | -                  | -                  |             | -           | -           | -           | -           | 60     | 22     | 13     | 25     | 36,67      |               |
| Totale Carriera       | Totale Carriera       | Totale Carriera       | 634        | 282        | 162        | 190        |                 | 62              | 29              | 17              | 16              |                    | 85                 | 50                 | 16                 | 19                 |             | 4           | 3           | 0           | 1           | 785    | 364    | 195    | 226    | 46,37      |               |

## Palmarès

### Allenatore

#### Club

##### Competizioni nazionali
- Coppa di Spagna: 1

Siviglia: 2006-2007
- Supercoppa di Spagna: 1

Siviglia: 2007
- Coppa di Lega inglese: 1

Tottenham: 2007-2008

##### Competizioni internazionali
- Coppa UEFA: 2

Siviglia: 2005-2006, 2006-2007
- Supercoppa UEFA: 1

Siviglia: 2006

#### Individuale
- Allenatore dell'anno UEFA: 1

2005-2006